# Rossia brachyura
Rossia brachyura is een inktvis die voorkomt in de tropische wateren van de Atlantische Oceaan rond de Grote Antillen en de Kleine Antillen.
A. E. Verrill beschrijft een vrouwelijk exemplaar van R. brachyura dat 18 mm mantellente meet.
Het soorttype is verzameld in de Caribische Zee. Het bevindt zich in het Museum of Comparative Zoology van de Harvard University. De typelocatie is niet bevestigd.